# Шерлок Холмс перед лицом смерти
«Шерлок Холмс перед лицом смерти» (англ. Sherlock Holmes Faces Death, 1943) — американский художественный фильм Рой Уильяма Нейла, из серии фильмов посвященных приключениям Шерлока Холмса и доктора Ватсона с участием Бэйзила Рэтбоуна, Найджела Брюса.

## Сюжет
Два брата и сестра Масгрэйвы: Джеффри, Филип и Салли — открыли двери своего родового имения, устроив в нём санаторий для офицеров, которым требуется поправка здоровья. Доктор Ватсон также вносит свою лепту, наблюдая там за людьми, страдающими неврозами из-за войны и ведущими себя неадекватно. Когда один из коллег Ватсона, доктор Секстон, получает удар по голове, Ватсон просит своего друга Шерлока Холмса заняться расследованием. Когда тот прибывает, одного из хозяев, Джеффри Масгрэйва, находят мертвым. Вскоре убивают Филипа, и Холмс убеждается, что эти события как-то связаны с загадочным стихотворением, которое, возможно, является ключом к раскрытию убийств.

## Характерные особенности
- Фильм включает в себя элементы рассказа Артура Конан-Дойля «Обряд дома Месгрейвов»

## В ролях
- Бэзил Рэтбоун / Шерлок Холмс
- Найджел Брюс / доктор Ватсон
- Деннис Хоя / инспектор Лестрайд
- Артур Маргетсон / доктор Боб Секстон
- Хиллари Брук / Салли Масгрейв
- Хэлливел Гоббс / Альфред Брунтон
- Минна Филлипс / госпожа Хоуэллс
- Милбёрн Стоун / Капитан Викери
- Мэри Гордон / миссис Хадсон